# Robb Royer
Robert Wilson "Robb" Royer (nacido el 6 de diciembre de 1942 in Los Ángeles, California) fue el bajista, tecladista y escritor de canciones con  Bread dese 1968 hasta 1971. Mientras estaba en la banda, tuvieron un #5 en el Reino Unido/#1 en Estados Unidos con "Make It With You". Fue reemplazado por Larry Knechtel en 1971. 
En 1970, Royer y Jimmy Griffin, bajo los pseudónimos Robb Wilson y Arthur James, escribieron la letra para "For All We Know," que aparece en la película Lovers and Other Strangers. Ganó el premio Óscar a la mejor canción original.
Antes de cofundar Bread, Royer había sido un miembro de la banda The Pleasure Fair, cuyo único álbum en 1967 fue producido y arreglado por David Gates, futuro compañero de banda de Royer en Bread.
Ahora viviendo y trabajando en Nashville, los créditos de composición incluyen obras para Jimmy Griffin, The Remingtons, Mary Chapin Carpenter, John Michael Montgomery, Randy Travis, Billy Burnette, The Finnigan Brothers (Mike Finnigan) y otros.

## Carrera musical

### Interés temprano en la música
Robb Royer fue expuesto a obras de música clásica desde su infancia y en la escuela Junior High school él tocaba clarinete en la banda. Él asistió y se gradió de la escuela Sierra High School en Tollhouse, CA.  Mientras estaba ahí participó marchando en la banda, pero prefirió enfocarse en la música antes que en la marcha. Durante su último año participó en el concierto de la banda tocando el saxofón soprano.
Royer obtuvo su primer guitarra cuando tenía 19 años y era un estudiante de segundo año universitario en la universidad estatal San Fernando Valley en Northridge (ahoa California State University en Northridge). Él conoció a Tim Hallinan en la escuela.  "Finalmente, cuando empecé a tocar guitarra, la balanza se inclinó y Tim vio alguna razón para hablarme. A él le gustaba cantar y a mí me gustaba tocar."
Los dos comenzaron a tocar juntos como "Robb & Tim" y luego añadieron el talento de Michele Cochrane.  Hallilan recuerda "Lo que yo mejor recuerdo sobre Michele fue, primero, que ella podía en verdad cantar.Solo estaba fingiendo, haciendo lo que he hecho desde que nací, un enfoque de la vida que comienza con las palabras: 'Actúa como puedas –'  En ese caso, era cantar. Pero Michele podía en verdad; ella tenía una voz gloriosa."

### The Pleasure Fair
Pronto el trío se convirtió en un cuarteto con la adición de Stephen Cohn, quien se había graduado previamente del departamento de música de Valley State, dando un recital en el último año en guitarra clásica. El grupo se llamó a sí mismo con varios nombres, el más notable siendo "The Pleasure Fair" y por 1966 se las arreglaron para obtener un contrato de grabación de un sencillo con Hanna Barbera Records bajo el nombre "The Rainy Day People".  "Junior Executive" era el lado "A", y como lado "B" "I'm Telling It To You" (ambas canciones escritas por Cohn, Hallinan y Royer)
Un año después el grupo firmó un contrato de grabación con Uni Records en 1967 David Gates fue contratado como arreglista y productor para el álbum homónimo de the Pleasure Fair's.
La canción de Royer "Say What You See" (coescrita con Tim Hallinan)terminaría siendo en 1968 producida por Jimmy Griffin y arreglada por David Gates.  Fue cantada por un trío que se llamaba a sí mismo "The Curtain Calls."  Poco después, en el mismo año los tres miembros fundadores de Bread (Royer, Griffin and Gates) combinarían sus fuerzas para crear su propio grupo.

### Colaboraciones con Jimmy Griffin
Robb Royer conoció a Jimmy Griffin a través de una amiga mutual, María Yolanda Aguayo, quien sería más tarde la esposa de Griffin. Inicialmente Griffin le pidió a Royer ayuda para escribir partes de cuerno francés para un curso de música que Griffin estaba tomando. Pronto Royer y Griffin estaban trabajando juntos como parte del personal de compositores de Viva Publishing.  Jimmy Griffin había sido contratado por Viva primero y se suponía que originalmente trabajaría con otro compositor de la empresa, pero prefería trabajar con Royer. Griffin pronto forzó el asunto con Viva cuando él preguntó si querían solo la mitad de los derechos de publicación o todos los derechos, resultando en que Viva contrató a Royer en 1967. Griffin ganaba $75 a la semana, Royer recibía solo $50, pero esos salarios eran suficientes para pagar la renta en ese tiempo. (La renta mensual de Royer por su apartamento en Los Ángeles era de $80 al mes en 1967).
En 1970, Griffin y Royer — bajo los seudónimos Arthur James y Robb Wilson — escribieron la letra para la música de Fred Karlin para la canción "For All We Know", que apareció en la película Lovers and Other Strangers. Ganó el Óscar a la mejor canción original. La canción entró a las listas tres veces: La versión de The Carpenters (1971) alcanzó el número 1 en las listas de Adult Contemporary (#3 en el Billboard Hot 100); Shirley Bassey (1971) alcanzó el número 6 en las listas británicas; Nicki French (1995) alcanzó el número 42 en las listas británicas.
Royer y Griffin continuarían escribiendo y colaborando en varios proyectos hasta la muerte de Griffin in 2005,

#### Bread
Robb Royer y Jimmy Griffin cofundaron Bread con David Gates en 1968.  Maria Yolanda Aguayo contribuyó una vez más a la historia de la banda cuando ella reveló una tendencia que ella notó como secretaria del productor de grabaciones Gary Usher en CBS records: que los mánagers de las bandas usualmente esperaban en el vestíbulo pero los abogados generalmente tenían acceso inmediato a los ejecutivos de la CBS. El trío rápidamente contrató a Al Schlesinger para representarlos; presentó su grupo en tres sellos discográficos, en la búsqueda de un contrato de grabación: Elektra, Apple y Atlantic.  Apple Records no tenía un liderazgo claro y fue eliminado rápidamente del proceso. Atlantic había recientemente firmado con dos supergrupos – Crosby Stills & Nash and Led Zeppelin – y estaban basados en la costa este.  Elektra era el sello de The Doors, pero se estaban enredado en las batallas legales de Jim Morrison.  Cuando Atlantic y Elektra ofrecieron contratos de grabación a Bread, el grupo eligió el contrato de Elektra porque tenían una sede local en Los Ángeles y el grupo sentía que Elektra iba a ser más activa para promocionarlos, habiendo dado Atlantic otras recientes contrataciones.
El primer álbum tuvo a Jimmy Gordon como baterista.  Gordon también toco la batería con el grupo durante sus recitales iniciales. Debido a la alta demanda de Gordon entre múltiples artistas y su participación con ellos, Gordon fue remplazado con Mike Botts como el baterista regular del grupo.
Después de varios años Robb Royer y David Gates llegaron a un punto de ruptura porque Gates quería más control del grupo.  Royer dejó el grupo en 1971 después de su tercer álbum y fue reemplazado con Larry Knechtel quien había contribuido anteriormente con la interpretación de piano en la canción “Bridge Over Troubled Water” de Simon and Garfunkel.  Royer continuó escribiendo con Griffin y Bread continuó grabando colaboraciones de Royer/Griffin.

#### Griffin y Knechtel
Bread se separó en 1973 y Jimmy, Larry y Robb terminaron trabajando juntos, lanzando un álbum con Polydor records en 1974 bajo el nombre “James Griffin & Co.”  pese a que ninguna de las canciones llegó a las listas. El trío empezó a trabajar en un segundo álbum pero fue completado por otros productores y lanzado en Europa.

#### Toast/Radio Dixie
En 1982 Royer escribió la canción “Quittin’ Time” (coescrita con Roger Linn) la cual ocho años más tarde fue grabada por Mary Chapin Carpenter y ganó un premio "ASCAP Airplay".  Royer viajó a Nashville a recibir el premio y permaneció con Griffin, que se había trasladado previamente desde Los Ángeles hasta Nashville.  Larry Knechtel estuvo también viviendo y trabajando como músico de sesión en Nashville. Royer se trasladó a Nashville en 1994.
Todd Cerney ya era un compositor de canciones nominado a los Grammy cuando Royer lo conoció en 1994 en la casa de Jim Della Croce. Cerney había escrito dos canciones que habían ingresado en el top cuarenta. (La canción de Loverboy “Notorious” y la de Restless Heart “I’ll Still Be Loving You,” las cuales alcanzaron el número uno en las listas de Country). Cerney había establecido un estudio de grabación privado en su casa, donde él elaboró una serie de discos de otros cantautores.
Griffin, Royer y Cerney colaboraron por primera vez coescribiendo la canción "Kyrie” en 1994.  Knechtel luego se sumó al trío y juntos interpretaron y coescribieron canciones (incluyendo la canción de 1995 “Slow Train”) bajo el nombre de banda “Toast”.  El grupo escribió, grabó e interpretó juntos en varios eventos en Nashville, incluyendo el Bluebird Cafe, 3rd & Lindsley, y 12th & Porter. Escribieron e interpretaron sus propias canciones incluyendo títulos como “Road Kill,” “Knechtelodeon,” ”No More Smokin’,” “Grenadine,” “Magdelena,” y “Radio Dixie.” El grupo usó bateristas de sesión para sus grabaciones e interpretaciones. El grupo luego sería conocido como Radio Dixie en 1998. El nombre fue cambiado como un intento de aumentar la promocionalidad del mismo, pero se separaron para el fin del año 1998.  Royer y Cerney continuaron escribiendo juntos, generando títulos como ”Hurtin’ Cowboy,” ”New Orleans Prayer,” “I Believe I Kissed an Angel,” y “Beside Myself.”

#### Cosmo and Robetta
Royer, cumpliendo con un deseo de lecho de muerte de Jimmy Griffin, completó en 2010 un proyecto empezado por ambos en 1973 después de la primera separación de Bread. Una mezcla de ópera rock y radio "Theater of the Mind," el proyecto es una grabación dramática con efectos de sonido y música, el cual cuenta la historia de Cosmo, un genio de la electrónica que es el único empleado humano de Savage Motors. En su tiempo libre construyó a Robetta, una robot que luego se vuelve casi humana en apariencia y habilidades. El proyecto era una expansión de otro anterior, "The Plastic Sibling", coescrito por Robb junto a una serie de amigos de la universidad, incluyendo a Tim Hallinan.

### Composiciones adicionales
Royer colaboró con Richard Fagan para escribir "Sold (The Grundy County Auction Incident)" que fue grabada por John Michael Montgomery y se convirtió en un hit número 1 en las listas Billboard Country en 1995.

## Premios y distinciones
Premios Óscar
| Año  | Categoría              | Canción           | Película                 | Resultado |
| ---- | ---------------------- | ----------------- | ------------------------ | --------- |
| 1970 | Mejor canción original | «For All We Know» | Amantes y otros extraños | Ganador   |